# Giải vô địch bóng đá nữ U-17 Nam Mỹ
Giải vô địch bóng đá nữ U-17 Nam Mỹ (tiếng Tây Ban Nha: Campeonato Sudamericano Femenino Sub-17) là giải bóng đá nữ do Liên đoàn bóng đá Nam Mỹ (CONMEBOL) tổ chức từ năm 2008 để xác định các suất dự Giải vô địch bóng đá nữ U-17 thế giới. Đội tuyển có thành tích tốt nhất tại giải là Brasil với 2 lần lên ngôi.

## Kết quả
| 2008 Chi tiết | Chile     | · Colombia  | Thi đấu vòng tròn | · Brasil   | · Paraguay  | Thi đấu vòng tròn | · Argentina |
| 2010 Chi tiết | Brasil    | · Brasil    | 7–0               | · Chile    | · Venezuela | 1–0               | · Paraguay  |
| 2012 Chi tiết | Bolivia   | · Brasil    | Thi đấu vòng tròn | · Uruguay  | · Colombia  | Thi đấu vòng tròn | · Argentina |
| 2013 Chi tiết | Paraguay  | · Venezuela | Thi đấu vòng tròn | · Colombia | · Paraguay  | Thi đấu vòng tròn | · Chile     |
| 2016 Chi tiết | Venezuela | · Venezuela | Thi đấu vòng tròn | · Brasil   | · Paraguay  | Thi đấu vòng tròn | · Colombia  |
| 2018 Chi tiết | Argentina | · Brasil    | Thi đấu vòng tròn | · Colombia | · Uruguay   | Thi đấu vòng tròn | · Venezuela |
| 2022 Chi tiết | Uruguay   | · Brasil    | Thi đấu vòng tròn | · Colombia | · Chile     | Thi đấu vòng tròn | · Paraguay  |
| 2024 Chi tiết | Paraguay  | · Brasil    | Thi đấu vòng tròn | · Colombia | · Ecuador   | Thi đấu vòng tròn | · Paraguay  |
| 2025 Chi tiết | Colombia  | · Paraguay  | Thi đấu vòng tròn | · Brasil   | · Ecuador   | Thi đấu vòng tròn | · Colombia  |

## Thành tích
| Đội tuyển | Vô địch                          | Á quân                     | Hạng ba        | Hạng tư              |
| --------- | -------------------------------- | -------------------------- | -------------- | -------------------- |
| Brasil    | 5 (2010, 2012, 2018, 2022, 2024) | 3 (2008, 2016, 2025)       |                |                      |
| Venezuela | 2 (2013, 2016)                   |                            | 1 (2010)       | 1 (2018)             |
| Colombia  | 1 (2008)                         | 4 (2013, 2018, 2022, 2024) | 1 (2012)       | 1 (2025)             |
| Paraguay  | 1 (2025)                         |                            | 2 (2008, 2013) | 3 (2010, 2022, 2024) |
| Chile     |                                  | 1 (2010)                   | 1 (2022)       | 1 (2013)             |
| Uruguay   |                                  | 1 (2012)                   | 1 (2018)       |                      |
| Ecuador   |                                  |                            | 2 (2024, 2025) |                      |
| Argentina |                                  |                            |                | 2 (2008, 2012)       |

## Các quốc gia tham dự
Chú thích
- 1st – Vô địch
- 2nd – Á quân
- 3rd – Hạng 3
- 4th – Hạng 4
- GS – Vòng bảng
- — Chủ nhà

| Đội tuyển | 2008 | 2010 | 2012 | 2013 | 2016 | 2018 | 2022 | 2024 | 2025 | Tổng cộng |
| --------- | ---- | ---- | ---- | ---- | ---- | ---- | ---- | ---- | ---- | --------- |
| Argentina | 4th  | GS   | 4th  | GS   | GS   | GS   | GS   | GS   | GS   | 9         |
| Bolivia   | GS   | GS   | GS   | GS   | GS   | GS   | GS   | GS   | GS   | 9         |
| Brasil    | 2nd  | 1st  | 1st  | GS   | 2nd  | 1st  | 1st  | 1st  | 2nd  | 9         |
| Chile     | GS   | 2nd  | GS   | 4th  | GS   | GS   | 3rd  | GS   | GS   | 9         |
| Colombia  | 1st  | GS   | 3rd  | 2nd  | 4th  | 2nd  | 2nd  | 2nd  | 4th  | 9         |
| Ecuador   | GS   | GS   | GS   | GS   | GS   | GS   | GS   | 3rd  | 3rd  | 9         |
| Paraguay  | 3rd  | 4th  | GS   | 3rd  | 3rd  | GS   | 4th  | 4th  | 1st  | 9         |
| Perú      | GS   | GS   | GS   | GS   | GS   | GS   | GS   | GS   | GS   | 9         |
| Uruguay   | GS   | GS   | 2nd  | GS   | GS   | 3rd  | GS   | GS   | GS   | 9         |
| Venezuela | GS   | 3rd  | GS   | 1st  | 1st  | 4th  | GS   | GS   | GS   | 9         |

## Kết quả tại Giải vô địch bóng đá nữ U-17 thế giới
Tất cả các giải đấu đều đã có ba đội vượt qua vòng loại để tham dự Giải vô địch bóng đá nữ U-17 thế giới của FIFA. Colombia là đội Nam Mỹ duy nhất lọt vào chung kết và giành ngôi á quân vào năm 2022. Venezuela đứng thứ tư vào năm 2014 và 2016. Brazil đã ba lần lọt vào tứ kết, và Ecuador một lần. Tất cả các đội CONMEBOL khác đều bị loại ở vòng bảng."
- QF = Tứ kết
- GS = Vòng bảng
- Q = Đã vượt qau vòng loại
- 4th = Hạng 4

| World Cup | 2008 | 2010 | 2012 | 2014 | 2016 | 2018 | 2022 | 2024 | 2025 |
| --------- | ---- | ---- | ---- | ---- | ---- | ---- | ---- | ---- | ---- |
| Brasil    | GS   | QF   | QF   |      | GS   | GS   | QF   | GS   | Q    |
| Chile     |      | GS   |      |      |      |      | GS   |      |      |
| Colombia  | GS   |      | GS   | GS   |      | GS   | 2nd  | GS   | Q    |
| Ecuador   |      |      |      |      |      |      |      | QF   | Q    |
| Paraguay  | GS   |      |      | GS   | GS   |      |      |      | Q    |
| Uruguay   |      |      | GS   |      |      | GS   |      |      |      |
| Venezuela |      | GS   |      | 4th  | 4th  |      |      |      |      |